# Bent Rasch
Bent Peder Rasch (Copenhague, 31 de mayo de 1934–Vancouver, 26 de noviembre de 1988) fue un deportista danés que compitió en piragüismo en la modalidad de aguas tranquilas. Participó en los Juegos Olímpicos de Helsinki 1952, obteniendo una medalla de oro en la prueba de C2 1000 m.

## Palmarés internacional
| Juegos Olímpicos | Juegos Olímpicos     | Juegos Olímpicos | Juegos Olímpicos |
| Año              | Lugar                | Medalla          | Competición      |
| ---------------- | -------------------- | ---------------- | ---------------- |
| 1952             | Helsinki (Finlandia) | Medalla de oro   | C2 1000 m        |